# جوليس كاربينتير
جوليس كاربينتيّر (بالفرنسية: Jules Carpentier)‏ هو مهندس ومخترِع ومصور فرنسي، ولد في 30 أغسطس 1851 في باريس في فرنسا، وتوفي في 30 يونيو 1921 في جوني في فرنسا بسبب حادث مرور.